# Mercato di pallamano maschile in Italia 2021-2022
Questa pagina raccoglie tutti i trasferimenti in entrata e in uscita di tutte le squadre di Serie A.

## Sessione estiva

### Teamnetwork Albatro Siracusa
| Acquisti | Acquisti            | Acquisti        | Acquisti   | Acquisti |
| R.a      | Nome                | da              | Modalità   | Note     |
| -------- | ------------------- | --------------- | ---------- | -------- |
| PT       | Gabriele Randes     | Molteno         | definitivo | [ 1 ]    |
| C        | Giovanni Rosso      | Conversano      | definitivo | [ 2 ]    |
| AD       | Leonardo Bianchi    | svincolato      | definitivo | [ 3 ]    |
| TD       | Hamza Fredj         | Étoile du Sahel | definitivo | [ 4 ]    |
| PV       | Vito Claudio Marino | Bozen           | definitivo | [ 5 ]    |
| TS       | Francisco Morettin  | OAR Coruña      | definitivo | [ 6 ]    |
| PT       | Angelo Mincella     | svincolato      | definitivo |          |
| PV       | Michele Mantisi     | Girgenti        | definitivo |          |

| Cessioni | Cessioni              | Cessioni      | Cessioni      | Cessioni |
| R.       | Nome                  | a             | Modalità      |          |
| -------- | --------------------- | ------------- | ------------- | -------- |
| TD       | Juan Pablo Cuello     | Black Devils  | definitivo    |          |
| PV       | Zoe Mizzoni           | Bozen         | definitivo    |          |
| C        | Tomás Valentin Cañete | Fondi         | definitivo    |          |
| AD       | Martin Molineri       | Vicente Lopez | fine prestito |          |
| TS       | Alex Castillo         | Chiaravalle   | definitivo    |          |
| AS       | Gabriele Sortino      | Carpi         | definitivo    |          |
| TS       | Federico Vanoli       | Fondi         | definitivo    |          |
| PT       | Javier Grande         | Yverdon       | definitivo    |          |

### SSV Bozen Loacker-Volksbank
| Acquisti | Acquisti          | Acquisti         | Acquisti   | Acquisti |
| R.a      | Nome              | da               | Modalità   | Note     |
| -------- | ----------------- | ---------------- | ---------- | -------- |
| PV       | Zoe Mizzoni       | Albatro Siracusa | definitivo | [ 7 ]    |
| TS       | Emmanouil Ladakis | Cingoli          | definitivo | [ 8 ]    |
| AS       | Filippo Pasini    | Siena            | definitivo | [ 9 ]    |
| TD       | Jonas Mathà       | Fondi            | definitivo | [ 10 ]   |
| PV       | David Gligić      | Molteno          | definitivo | [ 11 ]   |

| Cessioni | Cessioni            | Cessioni         | Cessioni       | Cessioni |
| R.       | Nome                | a                | Modalità       |          |
| -------- | ------------------- | ---------------- | -------------- | -------- |
| TD       | Michael Pircher     |                  | ritiro         |          |
| C        | Mario Šporčić       |                  | ritiro         |          |
| PV       | Vito Claudio Marino | Albatro Siracusa | definitivo     |          |
| AS       | Marin Greganić      | Nexe Našice      | fine prestito  |          |
| TD       | Michele Skatar      | svincolato       | fine contratto |          |
| TD       | Giulio Venturi      | San Lazzaro      | definitivo     |          |

### SSV Brixen
| Acquisti | Acquisti        | Acquisti        | Acquisti   | Acquisti |
| R.a      | Nome            | da              | Modalità   |          |
| -------- | --------------- | --------------- | ---------- | -------- |
| TS       | Arnad Hamzić    | Conversano      | definitivo | [ 12 ]   |
| TD       | Marco Fantinato | Cassano Magnago | definitivo | [ 12 ]   |
| C        | Ardian Iballi   | Cassano Magnago | definitivo | [ 12 ]   |
| AS       | Stefano Arcieri | Siena           | definitivo | [ 12 ]   |

| Cessioni | Cessioni            | Cessioni      | Cessioni       | Cessioni |
| R.       | Nome                | a             | Modalità       |          |
| -------- | ------------------- | ------------- | -------------- | -------- |
| TD       | Stanislav Kholodiuk | svincolato    | fine contratto |          |
| AS       | Riccardo Pivetta    | Oderzo        | definitivo     |          |
| TD       | Paul Wierer         | Campus Italia | prestito       |          |
| TS       | Alejandro Amato     | svincolato    | fine contratto |          |

### Carpi 2K19
| Acquisti | Acquisti         | Acquisti         | Acquisti      | Acquisti |
| R.a      | Nome             | da               | Modalità      | Note     |
| -------- | ---------------- | ---------------- | ------------- | -------- |
| TD       | Miljan Erić      | Dubočica 54      | definitivo    | [ 13 ]   |
| TS       | Josip Maršan     | Umago            | definitivo    | [ 13 ]   |
| AS       | Gabriele Sortino | Albatro Siracusa | definitivo    |          |
| PT       | Samah Haj Frej   | Romagna          | fine prestito |          |

| Cessioni | Cessioni            | Cessioni      | Cessioni       | Cessioni |
| R.       | Nome                | a             | Modalità       |          |
| -------- | ------------------- | ------------- | -------------- | -------- |
| AD       | Sebastian Carabulea | Campus Italia | prestito       |          |
| AS       | Angelo Giannetta    | svincolato    | fine contratto |          |

### Cassano Magnago HC
| Acquisti | Acquisti          | Acquisti   | Acquisti   | Acquisti |
| R.a      | Nome              | da         | Modalità   | Note     |
| -------- | ----------------- | ---------- | ---------- | -------- |
| C        | Saša Milanović    | svincolato | definitivo | [ 14 ]   |
| TS       | Božidar Nikočević | Siena      | definitivo | [ 15 ]   |

| Cessioni | Cessioni              | Cessioni       | Cessioni       | Cessioni |
| R.       | Nome                  | a              | Modalità       |          |
| -------- | --------------------- | -------------- | -------------- | -------- |
| C        | Massimiliano Possamai | Conversano     | definitivo     |          |
| TS       | Alessio Moretti       | Conversano     | definitivo     |          |
| AD       | Gabriele Saitta       | Conversano     | definitivo     |          |
| C        | Ardian Iballi         | Brixen         | definitivo     |          |
| TD       | Marco Fantinato       | Brixen         | definitivo     |          |
| AD       | Thomas Bortoli        | Istres Academy | definitivo     |          |
| PT       | Ivan Ilić             | Molteno        | definitivo     |          |
| PV       | Marco La Mendola      | svincolato     | fine contratto |          |
| TS       | Ivan Scisci           | svincolato     | fine contratto |          |

### Accademia Pallamano Conversano 1973
| Acquisti | Acquisti              | Acquisti        | Acquisti   | Acquisti |
| R.a      | Nome                  | da              | Modalità   | Note     |
| -------- | --------------------- | --------------- | ---------- | -------- |
| TS       | Alessio Moretti       | Cassano Magnago | definitivo | [ 16 ]   |
| C        | Sedžad Abdurahmanović | Krivanja        | definitivo | [ 17 ]   |
| C        | Massimiliano Possamai | Cassano Magnago | definitivo | [ 18 ]   |
| AD       | Gabriele Saitta       | Cassano Magnago | definitivo | [ 19 ]   |

| Cessioni | Cessioni       | Cessioni         | Cessioni   | Cessioni |
| R.       | Nome           | a                | Modalità   |          |
| -------- | -------------- | ---------------- | ---------- | -------- |
| TS       | Arnad Hamzić   | Brixen           | definitivo |          |
| C        | Giovanni Rosso | Albatro Siracusa | definitivo |          |

### ASV Sparer Eppan
| Acquisti | Acquisti       | Acquisti   | Acquisti   | Acquisti |
| R.a      | Nome           | da         | Modalità   |          |
| -------- | -------------- | ---------- | ---------- | -------- |
| TD       | Uroš Lazarević | svincolato | definitivo |          |

| Cessioni | Cessioni          | Cessioni   | Cessioni       | Cessioni |
| R.       | Nome              | a          | Modalità       |          |
| -------- | ----------------- | ---------- | -------------- | -------- |
| TD       | Aleksandr Semikov | svincolato | fine contratto |          |

### Junior Fasano
| Acquisti | Acquisti          | Acquisti | Acquisti   | Acquisti |
| R.a      | Nome              | da       | Modalità   |          |
| -------- | ----------------- | -------- | ---------- | -------- |
| TD       | Gabriel De Santis | Aue      | definitivo |          |
| C        | Simon Hjortenbo   | Hammarby | definitivo |          |
| AD       | Carlo Sperti      | Molteno  | definitivo |          |

| Cessioni | Cessioni              | Cessioni      | Cessioni      | Cessioni |
| R.       | Nome                  | a             | Modalità      |          |
| -------- | --------------------- | ------------- | ------------- | -------- |
| AS       | Tommaso De Angelis    | Campus Italia | definitivo    |          |
| C        | Alessandro De Angelis | Teramo        | fine prestito |          |

### Alperia Meran
| Acquisti | Acquisti           | Acquisti         | Acquisti   | Acquisti |
| R.a      | Nome               | da               | Modalità   |          |
| -------- | ------------------ | ---------------- | ---------- | -------- |
| TD       | Juan Pablo Cuello  | Albatro Siracusa | definitivo |          |
| TS       | Viktor Bergklint   | AIK              | definitivo |          |
| PV       | Francesco Cascone  | Fondi            | definitivo |          |
| PT       | Sebastiano Coppola | Mascalucia       | definitivo |          |

| Cessioni | Cessioni           | Cessioni | Cessioni   | Cessioni |
| R.       | Nome               | a        | Modalità   |          |
| -------- | ------------------ | -------- | ---------- | -------- |
| PV       | Oliver Martini     | Saran    | definitivo |          |
| C        | Lorenzo Nocelli    | Trieste  | definitivo |          |
| AD       | Leo Prantner       | Cuenca   | definitivo |          |
| PT       | Hannes Cristanhell |          | ritiro     |          |
| AS       | Gabriele Iachemet  | Pressano | definitivo |          |

### Pallamano Pressano
| Acquisti | Acquisti          | Acquisti     | Acquisti   | Acquisti |
| R.a      | Nome              | da           | Modalità   |          |
| -------- | ----------------- | ------------ | ---------- | -------- |
| TS       | Kasper Jansson    | Amo          | definitivo |          |
| AD       | German Alberino   | Dorrego      | definitivo |          |
| AS       | Gabriele Iachemet | Black Devils | definitivo |          |

| Cessioni | Cessioni          | Cessioni  | Cessioni   | Cessioni |
| R.       | Nome              | a         | Modalità   |          |
| -------- | ----------------- | --------- | ---------- | -------- |
| TS       | Andrea Argentin   | San Fior  | definitivo |          |
| AD       | Adriano Di Maggio | Palazzolo | definitivo |          |

### Vikings Secchia Rubiera
| Acquisti | Acquisti         | Acquisti     | Acquisti   | Acquisti |
| R.a      | Nome             | da           | Modalità   |          |
| -------- | ---------------- | ------------ | ---------- | -------- |
| C        | Māris Veršakovs  | Tenax Dobele | definitivo |          |
| PT       | Maksym Voliuvach | Fondi        | definitivo |          |

| Cessioni | Cessioni | Cessioni | Cessioni | Cessioni |
| R.       | Nome     | a        | Modalità |          |
| -------- | -------- | -------- | -------- | -------- |

### Raimond Sassari
| Acquisti | Acquisti                | Acquisti       | Acquisti   | Acquisti |
| R.a      | Nome                    | da             | Modalità   |          |
| -------- | ----------------------- | -------------- | ---------- | -------- |
| TD       | Leonardo Facundo Querín | Puerto Sagundo | definitivo |          |
| TS       | Jakov Vrdoljak          | Linz AG        | definitivo |          |
| PT       | Alessandro Leban        | Siena          | definitivo |          |
| AD       | Umberto Bronzo          | Siena          | definitivo |          |
| PV       | Raul Bargelli           | Siena          | definitivo |          |
| PV       | Damir Halilković        | Sloboda Tuzla  | definitivo |          |
| C        | Paolo Bardi             | Cavigal Nizza  | definitivo |          |

| Cessioni | Cessioni            | Cessioni           | Cessioni       | Cessioni |
| R.       | Nome                | a                  | Modalità       |          |
| -------- | ------------------- | ------------------ | -------------- | -------- |
| PV       | Davide Campestrini  | Molteno            | definitivo     |          |
| TS       | Riccardo Stabellini | Villa de Aranda    | definitivo     |          |
| PT       | Paweł Kiepulski     | Usar Kwidzyn       | definitivo     |          |
| AS       | Alexis Marzocchini  | Molteno            | definitivo     |          |
| AD       | Esteban Taurian     | Ferro Carril Oeste | fine contratto |          |
| PV       | Felipe Braz         | svincolato         | fine contratto |          |

### Pallamano Trieste
| Acquisti | Acquisti         | Acquisti     | Acquisti   | Acquisti |
| R.a      | Nome             | da           | Modalità   | Note     |
| -------- | ---------------- | ------------ | ---------- | -------- |
| PT       | Thomas Postogna  | Izola        | definitivo | [ 20 ]   |
| PV       | Enrico Aldini    | Casalgrande  | definitivo | [ 21 ]   |
| C        | Lorenzo Nocelli  | Black Devils | definitivo | [ 22 ]   |
| TD       | Nikola Mitrović  | Lovćen       | definitivo | [ 23 ]   |
| TS       | Robertino Pagano | Bolaños      | definitivo | [ 24 ]   |

| Cessioni | Cessioni          | Cessioni       | Cessioni       | Cessioni |
| R.       | Nome              | a              | Modalità       |          |
| -------- | ----------------- | -------------- | -------------- | -------- |
| TD       | Igor Milović      | svincolato     | fine contratto |          |
| TS       | Nikola Popović    | Stadtoldendorf | definitivo     |          |
| PT       | Marko Milovanović | svincolato     | fine contratto |          |

## Sessione invernale

### Teamnetwork Albatro Siracusa
| Acquisti | Acquisti       | Acquisti                     | Acquisti   | Acquisti |
| R.a      | Nome           | da                           | Modalità   |          |
| -------- | -------------- | ---------------------------- | ---------- | -------- |
| TS       | Ignacio Zungri | Juventud Unida de San Miguel | definitivo |          |

| Cessioni | Cessioni           | Cessioni   | Cessioni    | Cessioni |
| R.       | Nome               | a          | Modalità    |          |
| -------- | ------------------ | ---------- | ----------- | -------- |
| TS       | Francisco Morettin | svincolato | rescissione |          |

### SSV Bozen
| Acquisti | Acquisti             | Acquisti   | Acquisti   | Acquisti |
| R.a      | Nome                 | da         | Modalità   |          |
| -------- | -------------------- | ---------- | ---------- | -------- |
| TD       | Luiz Felipe Gaeta    | svincolato | definitivo |          |
| C        | Juan Ignacio Cantore | svincolato | definitivo |          |

| Cessioni | Cessioni | Cessioni | Cessioni | Cessioni |
| R.       | Nome     | a        | Modalità |          |
| -------- | -------- | -------- | -------- | -------- |

### SSV Brixen
| Acquisti | Acquisti         | Acquisti        | Acquisti   | Acquisti |
| R.a      | Nome             | da              | Modalità   |          |
| -------- | ---------------- | --------------- | ---------- | -------- |
| AS       | Gianluca Dapiran | Trieste         | definitivo |          |
| PT       | Mate Volarević   | SV64 Zweibrüken | definitivo |          |

| Cessioni | Cessioni         | Cessioni | Cessioni   | Cessioni |
| R.       | Nome             | a        | Modalità   |          |
| -------- | ---------------- | -------- | ---------- | -------- |
| PT       | Valerio Sampaolo | Sassari  | definitivo |          |

### Carpi 2K19
| Acquisti | Acquisti      | Acquisti | Acquisti   | Acquisti |
| R.a      | Nome          | da       | Modalità   |          |
| -------- | ------------- | -------- | ---------- | -------- |
| TS       | Kreshnik Kasa | Istres   | definitivo |          |

| Cessioni | Cessioni           | Cessioni | Cessioni   | Cessioni |
| R.       | Nome               | a        | Modalità   |          |
| -------- | ------------------ | -------- | ---------- | -------- |
| PV       | Francesco Malagola | Parma    | definitivo |          |

### Cassano Magnago HC
| Acquisti | Acquisti            | Acquisti | Acquisti   | Acquisti |
| R.a      | Nome                | da       | Modalità   |          |
| -------- | ------------------- | -------- | ---------- | -------- |
| TS       | Nikola Jezdimirović | Brno     | definitivo |          |

| Cessioni | Cessioni | Cessioni | Cessioni | Cessioni |
| R.       | Nome     | a        | Modalità |          |
| -------- | -------- | -------- | -------- | -------- |

### Sparer Eppan
| Acquisti | Acquisti         | Acquisti         | Acquisti   | Acquisti |
| R.a      | Nome             | da               | Modalità   |          |
| -------- | ---------------- | ---------------- | ---------- | -------- |
| TS       | Nikola Stanković | Spartak Subotica | definitivo |          |

| Cessioni | Cessioni          | Cessioni   | Cessioni    | Cessioni |
| R.       | Nome              | a          | Modalità    |          |
| -------- | ----------------- | ---------- | ----------- | -------- |
| TS       | Modestas Štarolis | svincolato | risoluzione |          |

### Acqua & Sapone Junior Fasano
| Acquisti | Acquisti            | Acquisti        | Acquisti   | Acquisti |
| R.a      | Nome                | da              | Modalità   |          |
| -------- | ------------------- | --------------- | ---------- | -------- |
| TS       | Riccardo Stabellini | Villa de Aranda | definitivo |          |

| Cessioni | Cessioni        | Cessioni   | Cessioni    | Cessioni |
| R.       | Nome            | a          | Modalità    |          |
| -------- | --------------- | ---------- | ----------- | -------- |
| TS       | Simon Hjortenbo | svincolato | risoluzione |          |

### Alperia Meran
| Acquisti | Acquisti       | Acquisti | Acquisti   | Acquisti |
| R.a      | Nome           | da       | Modalità   |          |
| -------- | -------------- | -------- | ---------- | -------- |
| PV       | Oliver Martini | Saran    | definitivo |          |
| TS       | Jakov Vrdoljak | Sassari  | definitivo |          |

| Cessioni | Cessioni | Cessioni | Cessioni | Cessioni |
| R.       | Nome     | a        | Modalità |          |
| -------- | -------- | -------- | -------- | -------- |

### Raimond Sassari
| Acquisti | Acquisti           | Acquisti  | Acquisti   | Acquisti |
| R.a      | Nome               | da        | Modalità   |          |
| -------- | ------------------ | --------- | ---------- | -------- |
| TS       | Cherubin Tabanguet | Cherbourg | definitivo |          |
| PT       | Valerio Sampaolo   | Brixen    | definitivo |          |

| Cessioni | Cessioni       | Cessioni     | Cessioni   | Cessioni |
| R.       | Nome           | a            | Modalità   |          |
| -------- | -------------- | ------------ | ---------- | -------- |
| TS       | Jakov Vrdoljak | Black Devils | definitivo |          |

### Vikings Secchia Rubiera
| Acquisti | Acquisti         | Acquisti   | Acquisti   | Acquisti |
| R.a      | Nome             | da         | Modalità   |          |
| -------- | ---------------- | ---------- | ---------- | -------- |
| TS       | Matteo Cavina    | svincolato | definitivo |          |
| TS       | Robertino Pagano | Trieste    | definitivo |          |

| Cessioni | Cessioni | Cessioni | Cessioni | Cessioni |
| R.       | Nome     | a        | Modalità |          |
| -------- | -------- | -------- | -------- | -------- |

### Pallamano Trieste
| Acquisti | Acquisti           | Acquisti   | Acquisti  | Acquisti |
| R.a      | Nome               | da         | Modalità  |          |
| -------- | ------------------ | ---------- | --------- | -------- |
| PT       | Marko Milovanović  | svincolato | a gettone |          |
| PT       | Riccardo Fasanelli | Noci       | prestito  |          |

| Cessioni | Cessioni          | Cessioni        | Cessioni       | Cessioni |
| R.       | Nome              | a               | Modalità       |          |
| -------- | ----------------- | --------------- | -------------- | -------- |
| TD       | Nikola Mitrović   | svincolato      | risoluzione    |          |
| AS       | Gianluca Dapiran  | Brixen          | definitivo     |          |
| TS       | Robertino Pagano  | Secchia Rubiera | definitivo     |          |
| PT       | Marko Milovanović | svincolato      | fine contratto |          |